# 15 Cephei
15 Cephei är en dubbelstjärna i stjärnbilden Cepheus. 15 Cep har visuell magnitud +6,71 och kräver därför en fältkikare för att studeras. Den ligger på ett avstånd av ungefär 1470 ljusår.